# Wettinia quinaria
Wettinia quinaria là loài thực vật có hoa thuộc họ Arecaceae. Loài này được (O.F.Cook & Doyle) Burret miêu tả khoa học đầu tiên năm 1930.